# Pornografia de estupro
Pornografia de estupro é um subgênero da pornografia envolvendo a descrição ou representação de estupro. Tal pornografia envolve estupro simulado, no qual adultos que consentem sexualmente fingem estupro, ou estupro real. Vítimas de estupro real podem ser coagidas a fingir consentimento de forma que a pornografia produzida apareça de maneira enganosa como estupro simulado ou pornografia sem estupro. A representação de estupro em mídias não pornográficas não é considerada pornografia de estupro. Cenas simuladas de estupro e outras formas de violência sexual apareceram no cinema mainstream, incluindo filmes de vingança após estupro, quase desde o seu advento.
A legalidade da pornografia de estupro simulado varia conforme a jurisdição legal. É controversa pelo argumento de que incentiva as pessoas a cometer estupro. Entretanto, estudos sobre os efeitos da pornografia que retratam violência sexual apresentam resultados conflitantes. A criação de pornografia de estupro real é um crime sexual em países onde o estupro é ilegal. A pornografia de estupro real, incluindo estupro de vulnerável em pornografia infantil, é criada para lucro e outras finalidades. A pornografia de estupro, assim como a pornografia de vingança e outros subgêneros semelhantes que retratam violência, tem sido associada à cultura do estupro.

## Legalidade

### Reino Unido
A posse de pornografia de estupro é ilegal na Escócia e na Inglaterra e País de Gales.
Na Escócia, o Criminal Justice and Licensing (Scotland) Act 2010 criminalizou a posse de pornografia “extrema”. Isso incluiu representações de estupro e “outra atividade sexual penetrativa não consensual, seja violenta ou não”, incluindo aquelas envolvendo adultos consententes e imagens forjadas. A pena máxima é multa ilimitada e até 3 anos de prisão. A lei não é frequentemente aplicada e resultou em apenas uma acusação nos primeiros quatro anos em vigor.
Na Inglaterra e País de Gales, foram necessários mais cinco anos até que a pornografia que retrata estupro (incluindo simulações com adultos consententes) fosse tornada ilegal, alinhando a lei à da Escócia. A Seção 63 do Criminal Justice and Immigration Act 2008 já criminalizava a posse de pornografia “extrema”, mas não especificava explicitamente representações de estupro. Na época, acreditava-se que a venda de pornografia de estupro já poderia ser ilegal sob o Obscene Publications Act 1959, mas o julgamento em R v Peacock, em janeiro de 2012, demonstrou que não era o caso. A introdução de uma nova lei foi anunciada em 2013 pelo Primeiro-Ministro do Reino Unido David Cameron. Em um discurso à NSPCC, afirmou que pornografia que retrata estupro simulado “normaliza a violência sexual contra mulheres”, embora a unidade de política criminal do Ministério da Justiça tenha declarado anteriormente que “não há evidência de que a criação de imagens de estupro encenadas envolva qualquer dano aos participantes ou cause prejuízo à sociedade em geral”.
Em fevereiro de 2015, a Seção 16 do Criminal Justice and Courts Act 2015 alterou o Criminal Justice and Immigration Act 2008 para criminalizar a posse de imagens pornográficas que retratam atos de estupro. A lei aplica-se apenas a material consensual, simulado e de fantasia. A posse de uma imagem que capture um estupro real, como gravações de CCTV, não é ilegal; porém, uma imagem “de faz-de-conta” criada por e para adultos consententes está sujeita a processo. Em janeiro de 2014, grupos de defesa da liberdade sexual criticaram a Seção 16 por ser mal definida e passível de criminalizar um leque mais amplo de material do que o originalmente sugerido. Contudo, em abril de 2014, a apresentação da BBFC ao Parlamento sugeriu que a legislação proposta não cobriria “representações claramente fictícias de estupro e outras violências sexuais nas quais os participantes são claramente atores encenando um roteiro”.

### Alemanha
Na Alemanha, a distribuição de pornografia que apresenta estupro real ou simulado é ilegal.

### Estados Unidos
Há poucas restrições práticas à pornografia de estupro nos Estados Unidos. As agências de aplicação da lei concentram-se em exemplos nos quais acreditam que um crime foi cometido na produção. A pornografia de fantasia que retrata simulações de estupro envolvendo adultos consententes não é prioridade para a polícia.
Em resposta ao veredicto do caso People v. Turner, o xHamster instituiu a “regra Brock Turner”, que baniu vídeos envolvendo estupro, incluindo aqueles que retratam sexo com parceiro inconsciente ou hipnotizado.

## Casos reais de estupro

### Fora da internet
A atriz pornô americana Linda Lovelace escreveu em sua autobiografia, Ordeal, que foi coagida e estuprada em filmes pornográficos na década de 1970.

### Internet
A fiscalização na internet para investigar crimes reais tornou-se cada vez mais difícil devido a sites de pornografia de estupro que operam anonimamente, ignorando regulamentos da ICANN e fornecendo informações falsas no banco de dados WHOIS.
De 2009 a 2020, a empresa pornográfica GirlsDoPorn criou centenas de vídeos nos quais as mulheres eram manipuladas, coagidas, enganadas, drogadas com maconha ou fisicamente forçadas a ter relações sexuais, segundo relatos de vítimas e documentos de um processo contra a empresa. Seis pessoas envolvidas no site foram acusadas de tráfico sexual por força, fraude e coerção em novembro de 2019. Vídeos oficiais da empresa foram vistos mais de um bilhão de vezes, incluindo um serviço de assinatura pago em seu site, e cerca de 680 milhões de visualizações no site Pornhub, onde o canal oficial estava entre os 20 mais vistos. Cópias piratas desses vídeos também foram visualizadas centenas de milhões de vezes.
Mulheres japonesas foram forçadas a participar de vídeos pornográficos na década de 2010.
Vídeos reais de estupro de mulheres e meninas foram filmados nos casos Doctor's Room e caso Nth Room na Coreia do Sul no final da década de 2010 e início de 2020.
Vídeos mostrando estupro real foram hospedados em sites populares de compartilhamento de vídeos pornográficos e criticados por peticionários.

#### Tráfico sexual cibernético
Vítimas de tráfico sexual cibernético foram forçadas a realizar transmissões ao vivo de pornografia de estupro, que podem ser gravadas e posteriormente vendidas. São estupradas por traficantes em frente a uma webcam ou obrigadas a realizar atos sexuais em si mesmas ou em outras vítimas. Os traficantes filmam e transmitem os crimes sexuais em tempo real. As vítimas são frequentemente forçadas a assistir aos consumidores pagantes em telas compartilhadas e seguir suas ordens. Ocorre em locais comumente chamados de “câmaras de cibersexo”, que podem ser residências, hotéis, escritórios, lan houses e outros estabelecimentos.